# Играй или умри
„Играй или умри“ (на английски: All Fun and Games) е американски филм на ужасите от 2023 г. на режисьорите Ари Коста и Ерън Челебоглу (в техния режисьорски дебют), които са съсценаристи с Джей Джей Брейдър. Във филма участват Ейса Бътърфийлд, Наталия Дайър, Бенджамин Евън Ейнсуърт, Лоръл Марсден и Анабет Гиш.

## Актьорски състав
- Ейса Бътърфийлд – Маркъс Флечър
- Наталия Дайър – Били Флечър
- Бенджамин Евън Ейнсуърт – Джона Флечър
- Лоръл Марсден – Софи Флечър
- Анабет Гиш – Кати Флечър
- Марина Стивънсън Кер – Джоана Гуд
- Колтън Стюарт – Пийт
- Ерик Атавейл – Боб
- Матю Лупу – Ник
- Сидни Сабистън – Пилар
- Съмър Хауъл – Демона/Даниел Гуд
- Кейшън Джоузеф – Брад

## Производство
През януари 2022 г. е обявено, че Бътърфийлд и Дайър са добавени в актьорския състав на филма.
През април 2022 г. е обявено, че снимките започнаха в Канада, и че Гиш и Ейнсуърт са добавени в състава. По-късно на същия месец, Марсдън и Стюарт също са добавени в състава. Кийт Дейвид трябваше да участва в този филм.

## Премиера
През юли 2023 г. е обявено, че Vertical Entertainment поддържа северноамериканските права на филма.
Премиерата на филма е пусната по кината на 1 септември 2023 г.
В България филмът излезе по кината на 3 ноември 2023 г. от „Про Филмс“ под новият им специализиран лейбъл Pro Films Dark.